# Aeropuerto de Imfal
El Aeropuerto de Imphal (IATA: IMF, OACI: VEIM) es un aeropuerto en Imphal ubicado a 8 km al sur de la capital de Manipur, India.  
El aeropuerto ofrece vuelos comerciales regionales, de aviación general y chárter.
La terminal alberga una oficina de correos y una tienda de variedades. Hay así mismo un mostrador del deporte de turismo.

## Aerolíneas y destinos
| Aerolíneas        | Destinos                                                                              |
| ----------------- | ------------------------------------------------------------------------------------- |
| Air India         | Calcuta, Delhi, Dibrugarh, Dimapur, Guwahati                                          |
| Air India Express | Delhi, Guwahati, Kochi                                                                |
| Air KBZ           | Chárter: Mandalay                                                                     |
| Alliance Air      | Aizawl, Calcuta, Dimapur, Guwahati, Silchar                                           |
| FlyBig            | Guwahati, Tezu                                                                        |
| IndiGo            | Agartala, Bangalore, Bombay, Calcuta, Delhi, Dibrugarh, Guwahati, Hyderabad, Shillong |

## Segunda Guerra Mundial
El aeropuerto de Imphal fue una importante base de apoyo aliada.  Los aliados trasportaban soldados, equipamiento y suministros a las zonas de conflicto desde Imphal, por lo que aunque se cortasen los medios  de transporte, el pueblo seguía contando con recursos.

## Estadísticas
Ver fuente y consulta Wikidata.